# Groucho (personaggio)
Groucho è un personaggio ideato da Tiziano Sclavi come comprimario della serie a fumetti Dylan Dog, edita dalla Sergio Bonelli Editore. Il personaggio compare fin dal primo numero ed è presente in quasi tutte le storie della serie oltre a essere protagonista di qualche storia breve fuori serie.

## Genesi del personaggio
Il suo aspetto è ispirato al comico statunitense Groucho Marx. Durante gli studi preliminari, si pensò di dare all'assistente di Dylan l'aspetto di Igor, l'inquietante assistente gobbo in Frankenstein Junior di Mel Brooks, interpretato da Marty Feldman, ma la versione disegnata del personaggio risultava "mostruosa" e si optò allora per un altro comico del cinema; all'epoca Sergio Bonelli stava scrivendo un western, River Bill, per la collana Tutto West, in cui c'era un personaggio ispirato a Groucho Marx.

## Caratterizzazione del personaggio
Assistente di Dylan Dog, molto somigliante al comico Groucho Marx (tanto da partecipare anche ad un raduno di suoi sosia), dalla freddura ricorrente, sempre pronto a lanciare la pistola a Dylan in caso di necessità, anche se una volta su tre gliela lancia in testa, e scarica. Conosciuto da Dylan quando quest'ultimo era ancora poliziotto, si reincontrano successivamente durante il primo incarico di Dylan come indagatore dell'incubo: una donna aveva chiesto il suo aiuto perché temeva che il solaio di casa sua fosse infestato da qualche presenza maligna, ma tale presenza altri non era che Groucho che dormiva in un baule; quando Dylan lo scopre rinuncia a chiamare la polizia, e per sdebitarsi Groucho ne diventa l'assistente; lo aiuta inizialmente a "truffare" i primi clienti del novello Indagatore dell'Incubo, divenendo col tempo il suo migliore amico. Nel numero 19 dice di avere un nome buffo, dicendo di chiamarsi Karl. Nell'episodio speciale intitolato Marionette tuttavia, un burattinaio lo chiama Julius; ma lo fa solo perché anche il vero Groucho Marx si chiamava Julius.
Il suo compito più frequente nelle storie è quello di accogliere i clienti, compito che assolve tempestandoli di freddure, con Dylan che puntualmente lo caccia, mandandolo in cucina a preparare il tè. In pochissime occasioni (come ad esempio nella storia intitolata Il lungo addio) riesce ad essere un perfetto e impeccabile maggiordomo d'altri tempi, e Dylan è convinto che Groucho, quando si comporta così, non si senta bene. Non perde occasione per importunare la ragazza di turno di Dylan con maldestri tentativi di seduzione e con battute di dubbio gusto senza rinunciare ad evidenti riferimenti di natura sessuale (mostra rispetto solo al cospetto di Marina Kimball). Pur essendo spesso esasperato dal comportamento di Groucho, Dylan lo licenzia solo nell'albo n. 23, quando lo trova a letto con la sua fidanzata Robin, per poi perdonarlo e riassumerlo. Groucho aiuterà Dylan ad uscire dall'alcolismo.
Nel corso degli anni ha avuto anche numerosi mini albi in cui era protagonista assoluto. Questi mini albi erano solitamente allegati agli speciali di Dylan Dog.
Altro suo compito è di passare la pistola a Dylan in situazioni di pericolo. L'arma è però spesso scarica e Groucho si giustifica dicendo: «Scusa capo mi sono scordato di nuovo di caricare la pistola». Addirittura, nel numero 23, L'isola misteriosa, per sbaglio gli lancia il clarinetto. Tuttavia, nelle rare occasioni in cui è proprio lui a usare la pistola, si dimostra un tiratore provetto, riuscendo sempre a centrare gli avversari a buona distanza (si vedano gli albi regolari di Dylan Dog 1 e 35).
È stato lui ad installare il campanello urlante nella casa dell'indagatore dell'incubo. All'inizio Dylan ne era piuttosto infastidito, e gli ordinava spesso di sostituirlo con un suono normale. Groucho lo ha accontentato solo nel numero 15, Canale 666, ma è proprio in questo che Dylan gli permette di lasciare il campanello urlante.
Altro particolare, Groucho è capace di rompere la quarta parete rivolgendosi ai lettori con le sue solite freddure o sdrammatizzando una situazione particolarmente cruenta.
Groucho è anche il protagonista di una miniserie di albi allegati ad alcuni degli albi speciali di Dylan Dog in cui lui è il solo protagonista. In questi numeri speciali, Groucho dovrà prendere le veci di Dylan ed indagare su casi paranormali, spesso e volentieri buffi, senza senso o demenziali. Tutti questi albi sono stati recentemente ristampati in due Super Book.
A partire dal n.  341, quando John Ghost regala il suo cellulare (il Ghost-9000) a Dylan, Groucho non può fare a meno di usarlo avvalendosi spesso di Irma. Anche lo stesso Dylan delle volte lo invita ad usare il cellulare per aiutarlo nelle indagini e quando si rompe è proprio l'indagatore dell'incubo a ricomprarlo.
Nel n. 346 si scopre che sta lavorando con qualcuno alle spalle di Dylan. Quel qualcuno si rivela essere John Ghost nel n. 399.
Nella seconda parte dello special con Morgan Lost, e quindi ambientato in una Londra parallela, si scopre che Groucho in passato era un bambino molto solo e triste, dovuto al fatto che il padre un giorno aveva abbandonato lui e sua madre. Il piccolo Groucho per un po' di tempo smise anche di mangiare, ma riprese quando sua madre trovò il modo di farlo ridere ancora. Qualche tempo dopo, sua madre morì ma gli disse di nascondere le sue tristezze con la comicità, perché "alla gente non piacciono i musoni" ("Groucho" deriva da un termine traducibile appunto con "musone").

## Edizioni in altre lingue
Nell'edizione statunitense di Dylan Dog, edita dalla Dark Horse Comics, Groucho, per motivi di copyright, è privo dei suoi baffi ed è stato ribattezzato Felix.

## Altri media
Cinema
- Dylan Dog - Il film (2011): la produzione statunitense ha effettuato diverse modifiche rispetto al fumetto, sia per la differenza nei due media, sia per questioni inerenti al mercato locale. Tra le principali modifiche vi è proprio la sostituzione di Groucho con un altro personaggio (Marcus, interpretato da Sam Huntington), per problemi di copyright con gli eredi dei fratelli Marx.